# Неоекспресіонізм

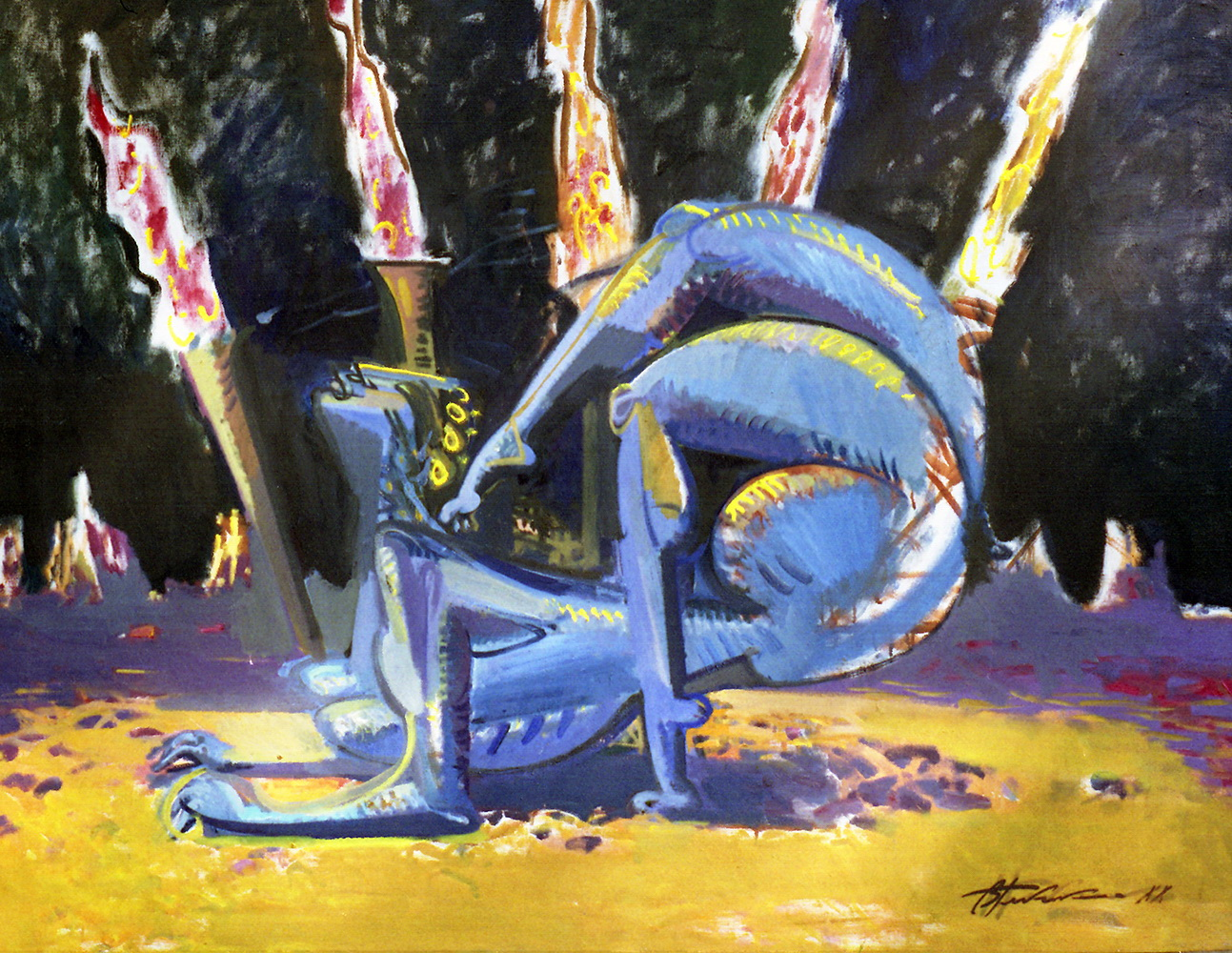
Василь Рябченко. «Жінка-змія», 140 х 160 см, полотно, олія, 1988

Неоекспресіоні́зм — напрямок у сучасному мистецтві, що виник у європейських країнах в кінці 1970-их років як реакція на концептуальне і мінімалістське мистецтво, як прояв  постмодернізму.  Неоекспресіоністи повернули в мистецтво образність,фігуративність, живу і емоційну манеру, нерідко сповнену нервової напруги, яскраві та насичені кольори. Продовжує основний творчий принцип експресіонізму — відображення загостреного суб'єктивного світобачення, напругу  емоцій, бурхливу реакцію на дегуманізацію суспільства, знеособлення в ньому людини. Незрідка  ототожнюється з трансавангардом,  Новою  хвилею. 

## Неоекспресіоністи
- Френк Ауербах
- Георг Базеліц
- Жан-Мішель Баскія
- Вудон Баклицький
- Олег Голосій
- Олена Голуб
- Йорг Іммендорф
- Ансельм Кіфер
- Маркус Люперц
- Лариса Піша
- Олександра Прахова
- Василь Рябченко
- Микола Трегуб
- Джуліан Шнабель